# Référentiel au repos local
En astronomie, le référentiel au repos local (en anglais local standard of rest ou LSR) est un référentiel suivant le mouvement moyen des étoiles de la Voie lactée au voisinage du Soleil. L'orbite moyenne ainsi définie n'est pas complètement circulaire. Le Soleil suit le cercle solaire (excentricité e < 0,1) à une vitesse d'environ 220 km/s dans le sens des aiguilles d'une montre vue depuis le pôle nord galactique avec un rayon d'environ 8 kpc par rapport au centre de la Galaxie (proche de Sgr A*), et a seulement un faible mouvement par rapport au LSR, vers l'apex solaire,. La vitesse du LSR est comprise entre 202  et   241 km/s.